# Intervet
Intervet je mezinárodní farmaceutická společnost, jež se zabývá vývojem, výrobou a prodejem veterinárních léčiv a biopreparátů. Podle celkového příjmu, který v roce 2006 činil 1 125 miliónů Eur, je třetí největší veterinární farmaceutickou společností na světě. Původně byla firma součástí nizozemské farmaceutické společnosti AkzoNobel, která ji však prodala a v současnosti je hlavním vlastníkem americký farmaceutický gigant Schering-Plough. Intervet zaměstnává více než 5300 zaměstnanců ve více než 50 zemích a své výrobky distribuuje do více než 100 států na různých kontinentech.